# Dermestes rattus
Dermestes rattus là một loài bọ cánh cứng trong họ Dermestidae. Loài này được LeConte miêu tả khoa học năm 1854.